# Béatrice Lascaris de Tende
Pour les articles homonymes, voir Lascaris (homonymie).
Béatrice (Beatrix), communément dite de Tende, parfois Lascaris de Tende, née vers 1370/1372 et décapitée le 13 septembre 1418, est une aristocrate italienne, devenue duchesse de Milan à l'occasion de son second mariage. Elle meurt décapitée sur ordre de son second époux.

## Biographie

### Origines
La date et le lieu de naissance de Béatrice, ou Beatrix, ne sont pas connues. La tradition retient vers 1370 ou 1372.
La tradition considère qu'elle appartient à la maison de Vintimille. Certains historiens la font ainsi fille d'Antoine Ier, comte de Tende, et de Margherita del Carretto, issu des marquis de Finale. D'autres, considèrent qu'elle est la fille de Guglielmo Pietro, ou encore de Pietro Balbo II Lascaris, comte de Vintimille et seigneur de Tende.
Elle est la fille du condottiere Ruggero Cane (it), selon la recherche contemporaine. Sa filiation avec Ruggero Cane trouve sa source dans une procuration concernant des biens provenant de son père à Gênes, et dans laquelle elle est désignée comme la fille et héritière de ce dernier. Giorgio Adorno (it), nouvellement élu doge de Gênes en 1413, lui adresse une lettre dans laquelle il lui « rappelle l'amitié […] avec son père et son premier mari, le comte de Biandrate ». Les historiens contemporains considèrent que Ruggero Cane est un parent de Facino Cane. 

### Premier mariage
Béatrice est mariée, vers 1395, avec Facino Cane de Montferrat, comte de Biandrate, fameux et habile condottiere. Elle l'accompagne dans ses combats sans craindre le danger ou la fatigue.
Facino Cane meurt le 16 mai 1412 à Pavie, au cours du massacre de Jean Marie Visconti par les nobles de Milan,.

### Second mariage
Philippe Marie Visconti, frère du duc assassiné, prend le duché de Milan. Philippe-Marie désire épouser Béatrice, veuve depuis peu mais dont la dot peut faire oublier ses vingt années de plus. En effet, elle apporte, en plus de sa fortune personnelle, celle de son défunt mari et toutes ses possessions territoriales (les villes de Novare, d’Alexandrie, de Verceil, de Tortona, le comté de Biandrate et le lac Majeur).
Poussée par l'archevêque de Milan, Bartolomeo della Capra (it), Béatrice accepte ce mariage avec Philippe-Marie, mais aussitôt que celui-ci monte sur le trône ducal de Milan, son attitude envers son épouse change radicalement. La vie de débauche et les liaisons avec ses jeunes maîtresses le poussent à envisager de se débarrasser de l'épouse gênante.

### Accusations et mort

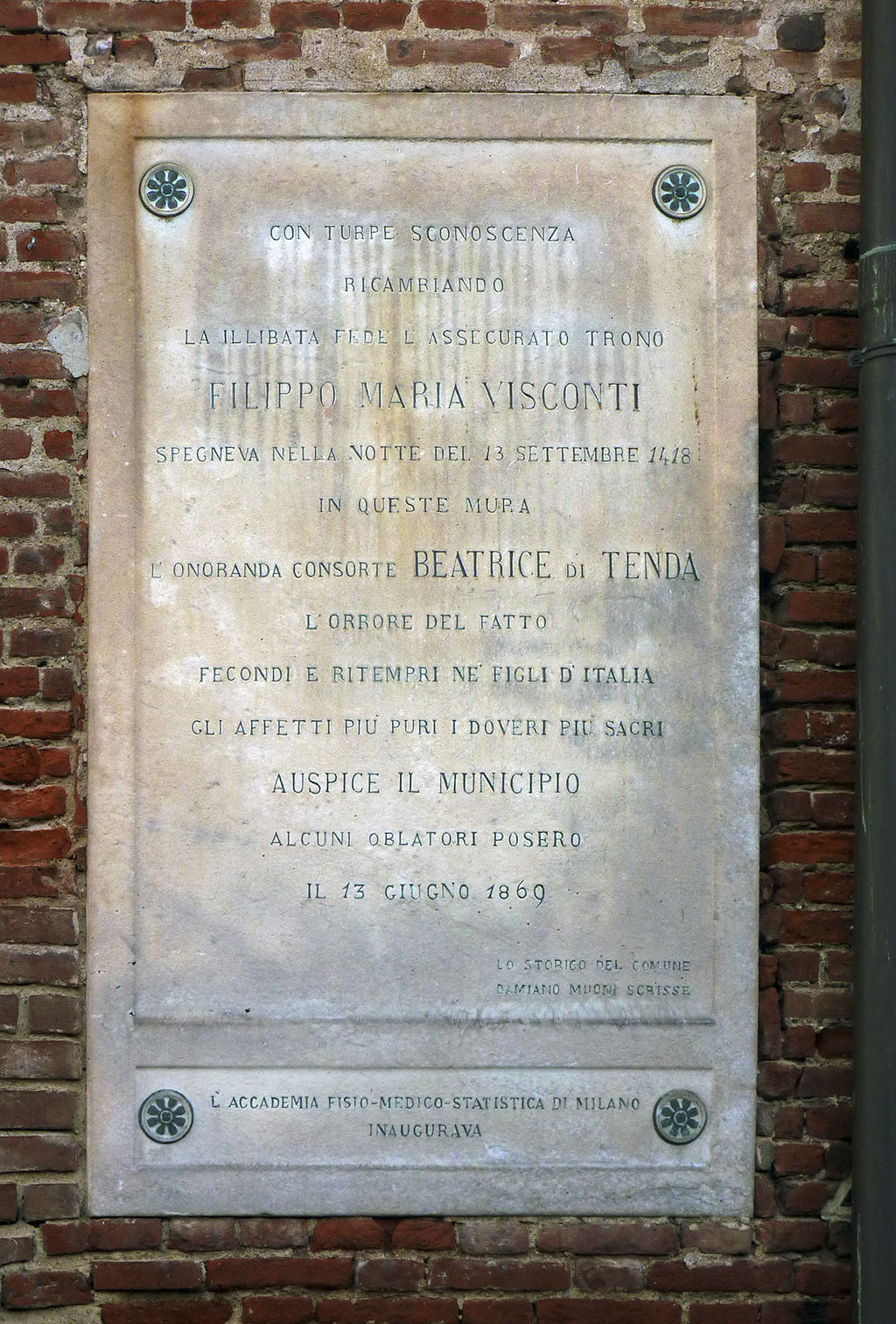
La plaque placée en 1869 sur les murs du château de Binasco pour commémorer le crime de 1418.

Ne pouvant accuser publiquement son épouse en quoi que ce soit, Philippe Marie Visconti imagine un stratagème ignoble (mais courant parmi la noblesse de l’époque), celui de l’amant. Il l’accuse d'avoir des pensées amoureuses envers un de ses familiers ; Michel Orombello, jeune troubadour qui essaie de distraire la châtelaine par ses chants et ses poésies. Philippe-Marie Visconti fait enfermer le jeune troubadour et deux demoiselles de compagnie de la duchesse au château de Binasco, et sous la torture les oblige à accuser leur maîtresse d'adultère.
Clamant leur innocence, Béatrice et le troubadour sont accusés et la sentence de mort est prononcée. Béatrice est transférée de sa prison de Milan à celle de Binasco le 23 août 1418 et, après des jours de souffrance et de torture, elle est décapitée, dans la cour du château le 13 septembre 1418, en compagnie de ses deux demoiselles d’honneur et du jeune Michel.
Béatrice Lascaris de Tende fait partie des trois épouses de seigneurs avec Parisina Malatesta et Agnès Visconti qui sont décapitées pour cause d'adultère sur la demande de leur mari. L'adultère n'est alors pas puni d'un tel châtiment en Italie et les sentences sont rendues publiques par les maris. Elles sont mises à mort pour avoir transgressé le statut traditionnel de l’épouse du seigneur. Leur châtiment a valeur d'exemple pour les sujets tentés d'échapper au pouvoir et à la soumission du prince.

## Postérité
D’après de nombreux témoignages, Béatrice apparaît comme une femme intelligente et au courant des affaires de l’État. Son honnêteté et sa modestie en fait une martyre qui a inspiré beaucoup d’auteurs dont le compositeur Vincenzo Bellini (né à Catane) qui écrit pour la reine de Suède Béatrice di Tenda, opéra en deux actes, qui fut joué la première fois le 16 mars 1833 à la Fenice de Venise. Son supplice témoigne, avec d'autres, de la violence faite aux femmes et de la violence tout court, au temps des cités italiennes au XVe siècle.